# Solidão na infância
De acordo com a psicologa Thais Merthon, a solidão é um estado inato do ser humano e faz parte da vida. Todo mundo está sozinho no mundo.
O filósofo alemão Martin Heidegger destacou em seu livro “Ser e Tempo” que a solidão é o estado original de todos.
Para muitas pessoas, a solidão é vista como algo negativo e muitas pessoas procuram soluções para evitar a solidão. Os adultos são bons em encontrar alternativas para acabar com a solidão. Muitas pessoas preferem não estar consigo mesmas, sem vontade de se conhecerem e de se enfrentarem, correndo o risco de se perderem.
Crianças solitárias tendem a passar horas sozinhas, seja com carrinhos, bonecas, itens colecionáveis, etc. É saudável “sentir-se bem” quando você está sozinho porque é um sinal de auto segurança. É importante observar se existe equilíbrio entre ficar sozinho e passar tempo com os amigos. O equilíbrio é fundamental.
Muitas crianças que optam por passar o tempo livre sozinhas têm medo de serem rejeitadas pelos outros, sentem-se particularmente solitárias porque se sentem incomodadas com a sua própria personalidade e porque não se aceitam. Algumas pessoas podem até ter um comportamento anti-social, pois isso pode levar a um maior isolamento.
Muitas vezes, quando essas crianças são encaminhadas ao psicólogo, além da solidão, apresentam outros problemas como agressividade, TDAH, problemas escolares, etc. É difícil para as crianças saberem lidar com a solidão existencial e cada um tem sua maneira de lidar com esse sentimento. Manter seus sentimentos dentro de si leva a mais solidão. A psicoterapia é, portanto, fundamental, permitindo que as crianças expressem a sua solidão e tenham a oportunidade de vivenciar a si mesmas. Os psicólogos trabalharão para desenvolver a auto-estima das crianças e promover o auto-reforço para que aprendam a relacionar-se com outras crianças de forma saudável.
Atualmente, cerca de 47,76% adultos afirmam que sofreram solidão durante a infância, e como consequência disso, sofereram as causas ditas acima pela psicóloga.
Para mudar essa situação, exitem diversos projetos, mas sem a colaboração de todos (pais, amigos, familiares, conhecidos) não existe essa mudança. 